# Mukačevo
Mukačevo (AFI: [muˈkatʃevo], in ucraino Мукачевo, in ungherese Munkács, in ruteno Мукачово, Mukačovo, in tedesco Munkatsch, in romeno Muncaci, in yiddish מונקאטש, Munktsh) è una città ucraina (85 569 abitanti), nel distretto di Mukačevo, nell'oblast' della Transcarpazia. Ospita l'amministrazione del distretto di Mukačevo e della comunità territoriale di Mukačevo,  una delle comunità territoriali dell'Ucraina.
Fino al 18 luglio 2020 Mukačevo costituiva una città di rilevanza regionale e fungeva da centro amministrativo del distretto di Mukačevo, sebbene non appartenesse al distretto. Come parte della riforma amministrativa che ha ridotto a sei il numero dei distretti dell'oblast' della Transcarpazia, la città fu integrata nel distretto di Mukačevo.
Mukačevo è una città dell'Ucraina occidentale, nella regione storica della Rutenia subcarpatica, nella valle del fiume Latorica.
Nel 2017 la città è stata ufficialmente rinominata da Mukačeve (Мука́чевe) in Mukačevo (Мука́чевo).
La città è sede vescovile cattolica di rito romano, mentre l'eparchia di Mukačevo di rito bizantino in realtà ha sede a Užhorod dal 1817.
Fino alla seconda guerra mondiale e all'Olocausto Mukačevo è stata una città ebraica, in cui metà della popolazione era ebrea, mentre il resto della popolazione era rutena, ungherese, slovacca e altre minoranze. Precedentemente parte della Cecoslovacchia, e prima ancora dell'Ungheria, Mukačevo fu incorporato nell'Ucraina Sovietica dopo la seconda guerra mondiale.
Mukačevo è una roccaforte tradizionale della lingua rutena, e la popolazione di Mukačevo è considerata come di etnia ucraina e ungherese al 77,1%. Esistono anche minoranze significative di russi (9,0%); tedeschi (1,9%) e rumeni (1,4%).

## Nome
Il 23 maggio 2017 il parlamento ucraino ha ribattezzato ufficialmente Mukačeve in Mukačevo, un anno dopo che il consiglio comunale aveva deciso di rinominare la città. In precedenza, di solito veniva scritto in ucraino come Mukačeve, mentre a volte veniva usato anche Мукачів ( Mukačiv ). Il nome della città in ruteno è Мукачево ( Mukačevo ), che è anche la traslitterazione del russo Мукачево - nonché un nome adottato dalle autorità locali e raffigurato sullo stemma della città.

## Storia
Gli scavi archeologici suggeriscono che i primi insediamenti esistessero qui prima del Medioevo. Ad esempio, un forte celtico e un centro di lavorazione dei metalli che esistevano nel III-I secolo a.C. furono trovati tra i monti Halish e Lovachka. Sul monte di Tupcha fu trovato un forte tracio dell'età del ferro (X secolo a.C.). Intorno al I secolo d.C. l'area fu occupata dal popolo dei Carpi, che spiazzò i Celti locali dalla zona.

### Dominio ungherese
Nell'895 le tribù ungheresi entrarono nel bacino dei Carpazi attraverso il Passo di Verecke, circa 60 km a nord dell'attuale Mukachevo. Nel 1397, la città e i suoi dintorni furono concessi dal re Sigismondo d'Ungheria a suo lontano cugino, il principe esiliato del Granducato di Lituania Theodor Koriatovič, che era solito amministrare la regione della Podolia rutena, fino a quando non fu esiliato per disobbedienza dal granduca Vytautas il Grande nel 1392. Teodor divenne quindi un vassallo dell'Ungheria e stabilì molti ruteni nel territorio. Altre fonti, tuttavia, affermano che Theodor acquistò la città e l'area circostante nel 1396. Durante il XV secolo, Mukačevo prosperò e divenne un importante centro di artigianato e commercio per la regione. Nel 1445, la città divenne una città reale libera ungherese. Inoltre vi furono concessi i diritti cittadini della legge di Magdeburgo.
Durante il XVI secolo, Mukačevo entrò a far parte del Principato di Transilvania. Il XVII secolo (dal 1604 al 1711) fu un periodo di continue lotte contro le intenzioni espansionistiche dell'Impero asburgico verso il Principato. Nel 1687 la rivolta anti-asburgica di Imre Thököly iniziò da Mukačevo. La regione ha anche svolto un ruolo importante nella Guerra di Indipendenza di Rákóczi.

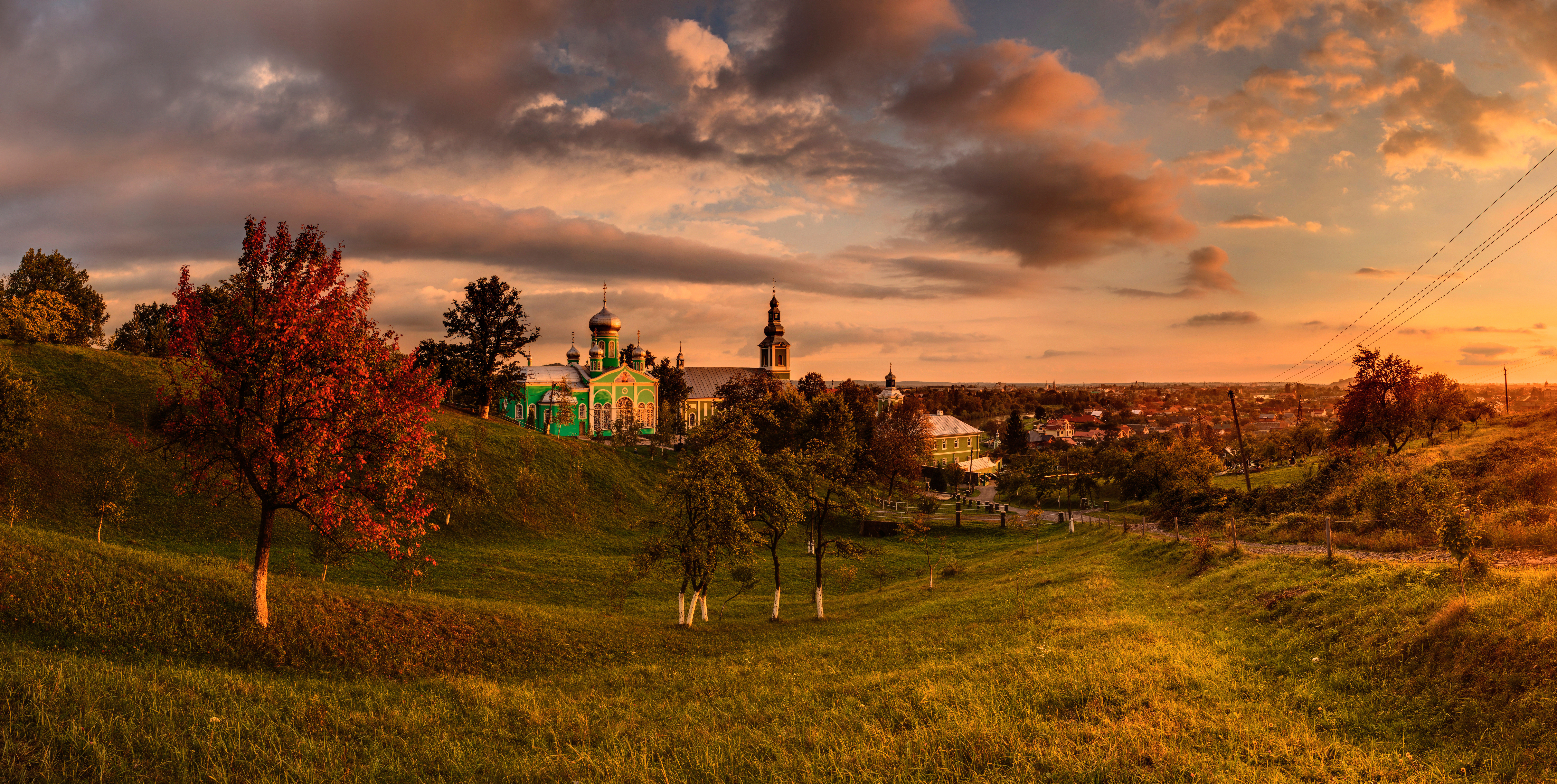
Monastero di San Nicola (1772-1806)

### Controllo asburgico e rivolte
Dopo la sconfitta di Francesco II Rákóczi la città passò sotto il controllo austriaco a metà del XVIII secolo come parte del Regno di Ungheria e divenne una fortezza chiave della monarchia asburgica. Nel 1726, il castello Palanok e la città, fino al 1711 di proprietà della famiglia Rákóczi, furono dati dagli Asburgo alla famiglia Schönborn, che fu responsabile di un ampliamento della città. Vi si stabilirono anche molti tedeschi, con un boom economico della regione. Nel 1771 fu fondata per i cattolici di rito orientale l'eparchia di Mukačevo la cui sede fu però trasferita ad Užhorod nell'Ottocento. Durante il 1796-1897, il castello della città, fino ad allora una fortezza, divenne una prigione. L'eroe nazionale greco Alessandro Ypsilanti fu imprigionato nel castello di Palanok tra il 1821 e il 1823.

### Mukačevo durante e dopo le guerre

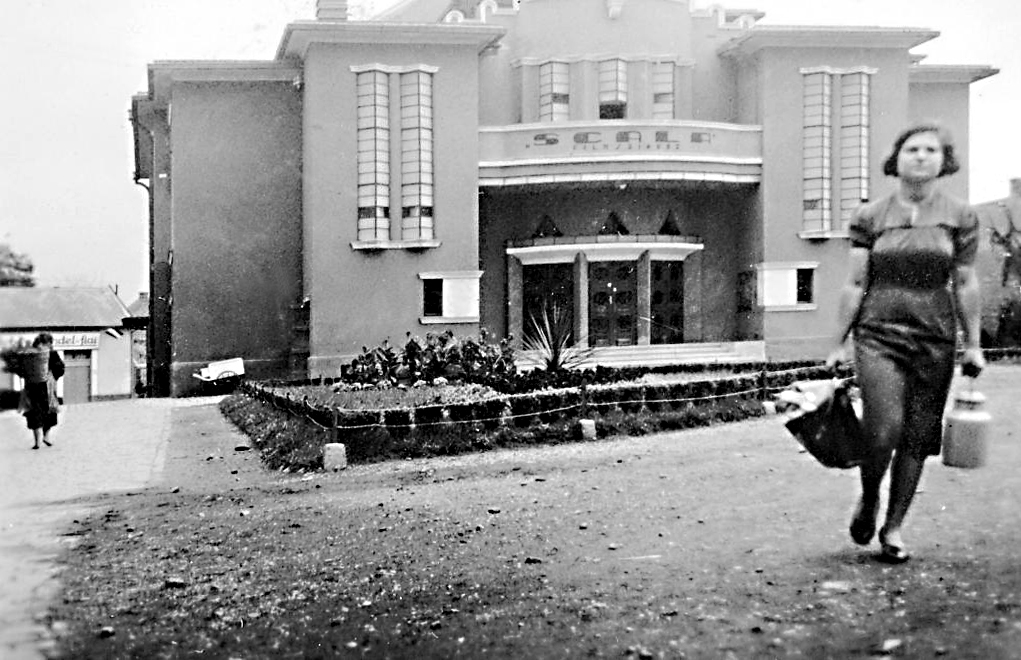
Il cinema Scala nel centro di Mukačevo, 1942. Archivio Fortepan

Nel 1919, dopo che i ruteno-statunitensi accettarono con Tomáš Masaryk di incorporare la Rutenia dei Carpazi nella Cecoslovacchia, l'intera regione fu occupata dalle truppe cecoslovacche. Il 4 giugno 1920, Mukačevo divenne ufficialmente parte della Cecoslovacchia con il Trattato del Trianon. Nel novembre 1938, una parte del territorio dell'ex Regno d'Ungheria fu annessa all'Ungheria come parte del Primo arbitrato di Vienna. Senza indugio le nuove autorità decretarono l'espulsione di tutti gli ebrei senza cittadinanza ungherese. Di conseguenza, gli ebrei polacchi e russi, residenti da lungo data nella regione transcarpatica, ora controllata dall'Ungheria, così come gli ebrei nativi che non erano in grado di provare la loro cittadinanza, furono deportati oltre il confine ucraino dove il loro destino fu segnato dal commando tedesco Einsatzgruppe guidato da Friedrich Jeckeln. Il 27 e 28 agosto 1941 vennero tutti uccisi dai tedeschi nel massacro di Kam"janec'-Podil's'kyj. Anche così, la popolazione di Mukačevo deteneva ancora un'importante componente ebraica, fino a quando nel 1944 tutti gli ebrei furono deportati ad Auschwitz dal comando nazista tedesco Eichmann. Gli ebrei di Mukačevo furono l'ultima comunità ebraica in Europa a soccombere all'Olocausto.
Alla fine del 1944, l'Armata Rossa prese d'assalto la Rutenia subcarpartica. Dapprima il territorio fu riconsegnato alla ristabilita Cecoslovacchia, quindi divenne parte dell'Unione Sovietica con un trattato tra i due paesi, successivamente nel 1945. L'Unione Sovietica iniziò una politica di espulsione della popolazione ungherese. Nel 1945, la città fu ceduta alla Repubblica Socialista Sovietica Ucraina. Dal 2002, Mukačevo è la sede della diocesi cattolica di rito romano che comprende tutta la Transcarpazia.

### Storia della comunità ebraica di Mukačevo

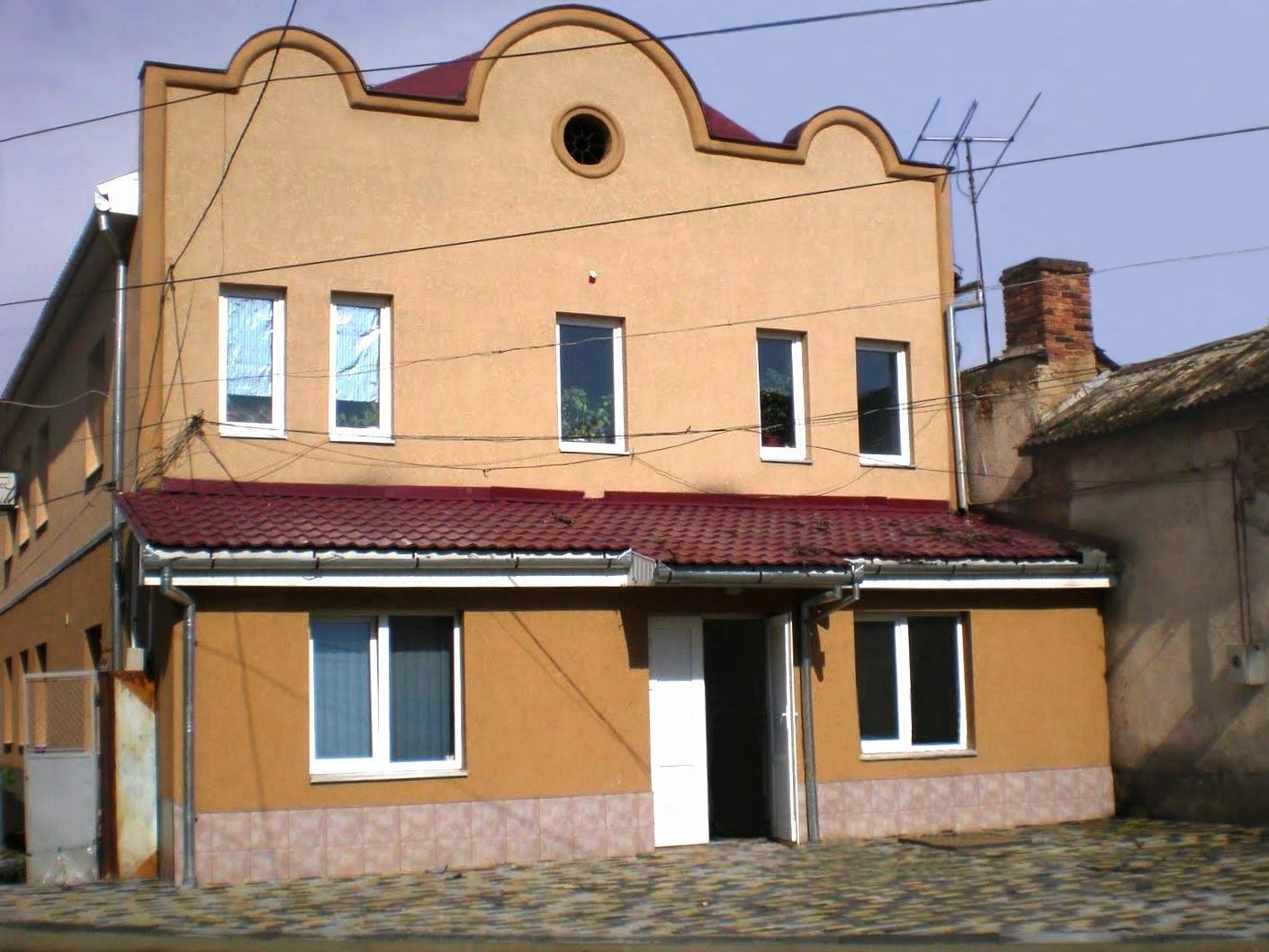
Ex sinagoga Spinker Rebbe Yosef Meir Weiss.

Ci sono documenti negli archivi di stato di Berehove che indicano che gli ebrei sefarditi vivevano a Mukačevo e nei villaggi circostanti già nella seconda metà del XVII secolo. La comunità ebraica di Mukačevo era un amalgama di ebrei galiziani e ungheresi chassidici, ebrei ortodossi e sionisti. La città è nota per il suo rabbino capo Chaim Elazar Spira che guidò la comunità fino alla sua morte nel 1937.
Nel 1851 Mukačevo ospitava una grande yeshiva, dimostrando così l'impegno della comunità per l' apprendimento talmudico.
Essenzialmente poveri, eppure ricchi di dibattito ideologico, gli ebrei di Mukačevo tra le due guerre costituirono quasi la metà della popolazione della città. La comunità ebraica di Mukačevo era famosa per la sua attività chassidica, nonché per le sue innovazioni nel sionismo e nella moderna educazione ebraica.
La popolazione ebraica di Mukačevo crebbe da 2 131 nel 1825 a 5 049 nel 1891 (quasi il 50% della popolazione totale) a 7 675 nel 1910 (circa il 44%). Nel 1921, i 10 000 ebrei costituivano ancora circa la metà dei residenti, anche se nel 1930 la percentuale era scesa al 43%, con poco più di 11 000 ebrei. Gli ebrei di Mukačevo costituivano l'11% degli ebrei della Rutenia subcarpatica.
Mukačevo tra le due guerre aveva una vasta popolazione ebraica, che era particolarmente visibile il giorno di Shabbat. Quel giorno la maggior parte dei negozi restavano chiusi e, dopo i servizi, le strade si riempivano di ebrei chassidici nel loro abito tradizionale. La prima casa cinematografica in città fu fondata da un ebreo chassidico, anch'essa chiusa durante le festività ebraiche e di Shabbat.
Il rabbino capo di Mukačevo, il rabbino Chaim Elazar Spira (che guidò la comunità dal 1913 fino alla sua morte nel 1937) fu la voce più esplicita dell'antisionismo religioso. Egli succedette a suo padre, il rabbino Zvi Hirsh Spira, che in precedenza aveva ereditato il mantello della leadership da suo padre Rabbi Shlomo Spira. Era anche un rebbe chassidico con un numero significativo di seguaci. Il rabbino Chaim Elazar Spira venne sostituito da suo genero, il rabbino Baruch Yehoshua Yerachmiel Rabinowicz.
Insieme con la dominante comunità chassidica a Mukačevo coesistevano altri gruppi chassidici ancora fiorenti che erano seguaci del Rebbe Belz, di Spinka, Zidichov e Vizhnitz. Al tempo dell'Olocausto c'erano quasi 30 sinagoghe in città, molte delle quali erano Shtieblech ("[piccola] casa" - piccole sinagoghe [chassidiche]).
Il ginnasio ebraico fu fondato a Mukačevo cinque anni dopo che la prima scuola elementare di lingua ebraica in Cecoslovacchia vi venne fondata nel 1920. Presto divenne il liceo ebraico più prestigioso ad est di Varsavia. L'attivismo sionista insieme al pietismo chasidico hanno contribuito a una comunità che percorre con eccitazione, intrighi e talvolta conflitti interi

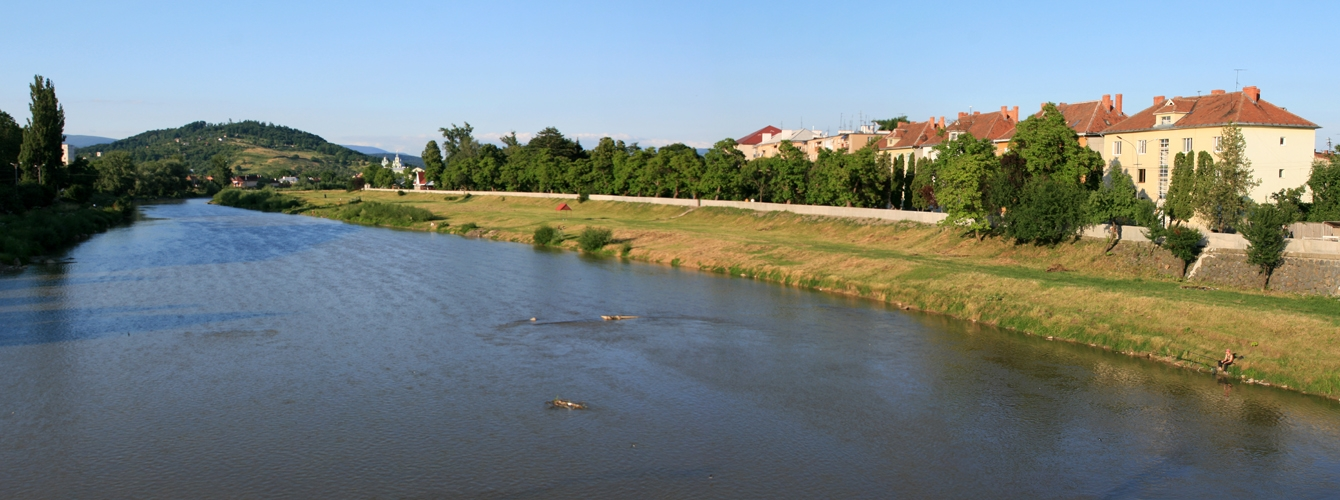
Il fiume Latorica

Nel 1935, Chaim Kugel, ex direttore del liceo ebraico e poi delegato del Partito ebraico al parlamento cecoslovacco, tenne un discorso durante un dibattito parlamentare: "...È del tutto impossibile descrivere adeguatamente la povertà nella zona. Gli ebrei... sono colpiti allo stesso modo insieme al resto... Desidero fortemente protestare contro qualsiasi tentativo di incolpare gli ebrei della povertà dei contadini ruteni subcarpatici" (Kugel in seguito emigrò nella Palestina del Mandato e divenne sindaco della città israeliana di Holon).
Le politiche del governo erano dirette segretamente contro gli ebrei, su cui gravava un'ingente quota delle tasse e che avevano difficoltà a ottenere posizioni elevate nell'amministrazione pubblica.
Nel 1939, gli ungheresi occuparono e annessero la Rutenia subcarpatica - compresa Mukačevo - approfittando dello smembramento della Cecoslovacchia. Sebbene la legislazione antisemita fosse stata introdotta dalle autorità ungheresi, la Rutenia subcarpatica, come il resto dell'Ungheria, rimase un relativo paradiso per gli ebrei fino a quando la Germania nazista occupò l'Ungheria nel 1944.
Nella primavera del 1944 c'erano quasi 15 000 residenti ebrei nella città. Ciò terminò il 30 maggio 1944, quando la città fu dichiarata Judenrein - libera dagli ebrei dopo la ghettizzazione e una serie di deportazioni ad Auschwitz.
Oggi la città sta vivendo una sorta di rinascimento ebraico con l'istituzione di una cucina kosher supervisionata, un campo estivo ebraico di Mikkveh, oltre ai servizi di preghiera che si svolgono tre volte al giorno. Nel luglio 2006, una nuova sinagoga è stata dedicata sul sito di una sinagoga chassidica prebellica.

## Clima
Mukačevo ha un clima continentale umido (Köppen: Dfb).

## Società

### Evoluzione demografica
Nel 1921, 21 000 persone vivevano a Mukačevo. Di questi, il 48% erano ebrei, il 24% erano ruteni e il 22% erano ungheresi.
La popolazione della città nel 1966 era di 50 500. Di questi, il 60% erano ucraini, il 18% ungheresi, il 10% russi e il 6% ebrei.
Secondo il censimento del 2001, 82 200 persone vivono a Mukačevo. La popolazione nel 1989 era di 91 000, nel 2004 77 300 e nel 2008 93 738. La sua popolazione comprende:
- Ucraini (77,1%)
- Russi (9,0%)
- Ungheresi (8,5%)
- Tedeschi (1,9%)
- Rom (1,4%)
- Ashkenazi e ebrei sefarditi (1,1%)

## Economia

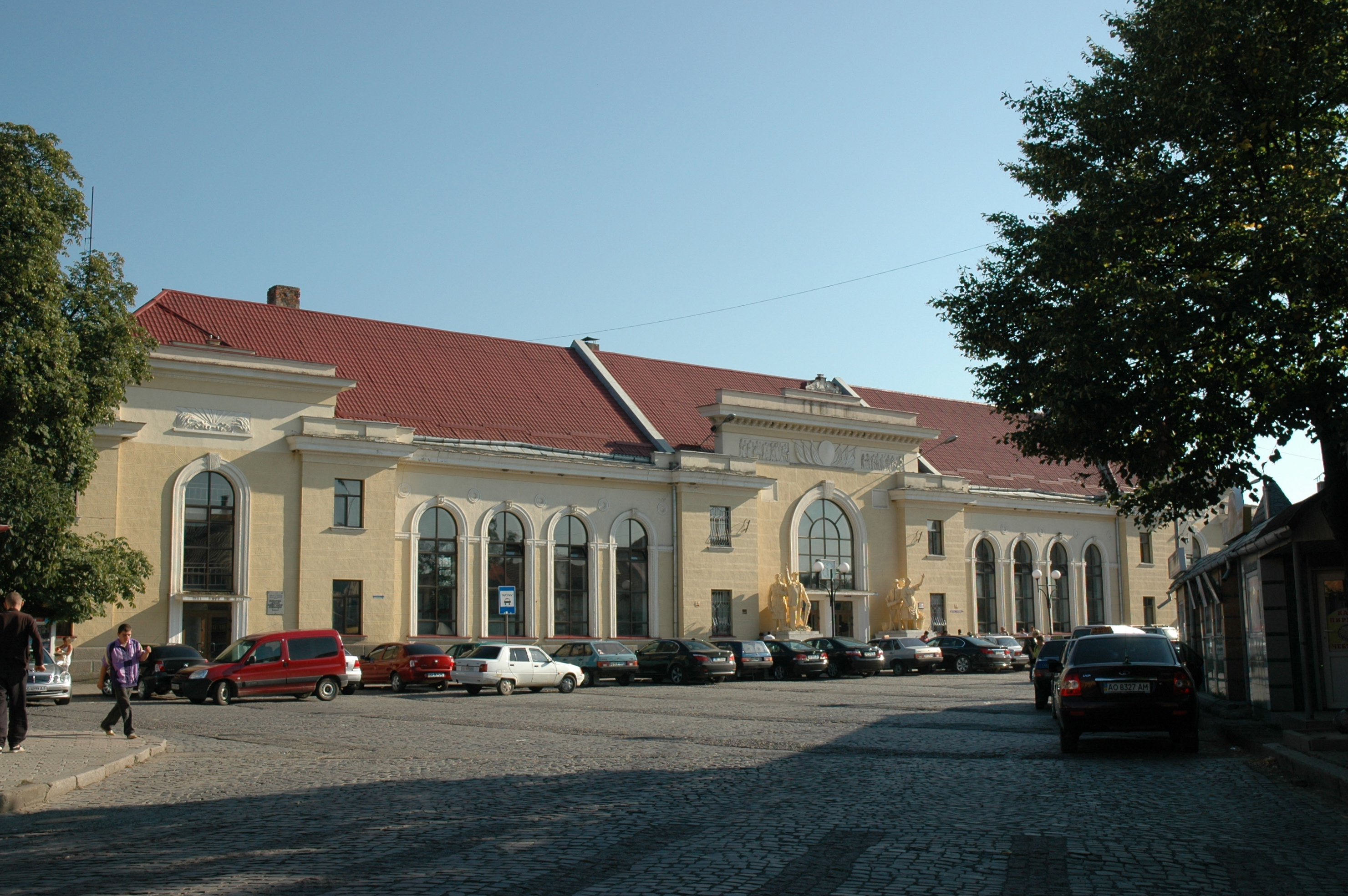
Stazione ferroviaria di Mukačevo, Ucraina

La città è un capolinea ferroviario e un raccordo autostradale e ha industrie della birra, del vino, del tabacco, alimentari, tessili, del legno e del mobile. Durante la guerra fredda fu sede della base aerea di Mukačevo e di una stazione radar.
Dagli anni 1940 a Mukačevo è presente una fabbrica di sci. Nel 1988 lo stabilimento dedica parte della produzione a Fischer Sports, un'azienda austriaca di attrezzatura per sci nordico, sci alpino e hockey. L'azienda beneficia dell'applicazione provvisoria del 1 ° gennaio 2016 delle disposizioni dell'accordo di associazione Ucraina-Unione europea. Nel 2020 lo stabilimento è stato colpito da un grave incendio.

## Punti di riferimento architettonici
- Castello Palanok, XIV secolo. Il castello di Mukačevo ebbe un ruolo importante durante le rivolte anti-asburgiche in questo territorio e nell'odierna Slovacchia (1604-1711), in particolare all'inizio della rivolta anti-asburgica di Imre Thököly (1685-1688), nonché all'inizio della rivolta di Francesco II Rákóczi (inizi del XVIII secolo). Questa importante fortezza divenne una prigione dalla fine del XVIII secolo e fu utilizzata fino al 1897. L'eroe nazionale greco Alexander Ypsilanti fu imprigionato nel castello di Mukačevo dal 1821 al 1823.
- Monastero di San Nicola a Černeča Hora
- Chiesa di legno costruita nello stile architettonico ucraino del XVIII secolo

## Galleria d'immagini

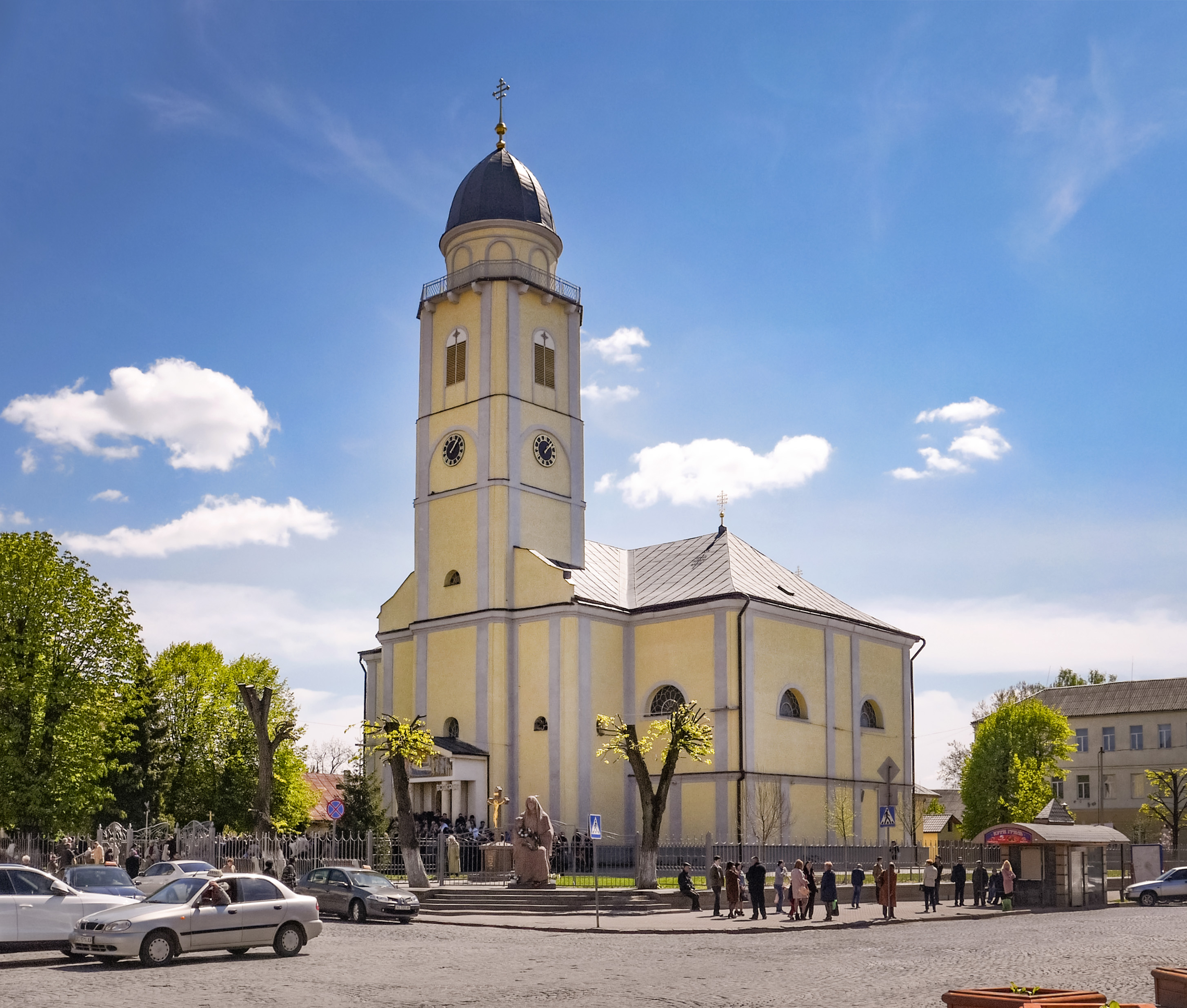
Concattedrale della Dormizione (o dell'Assunzione della Vergine Maria)
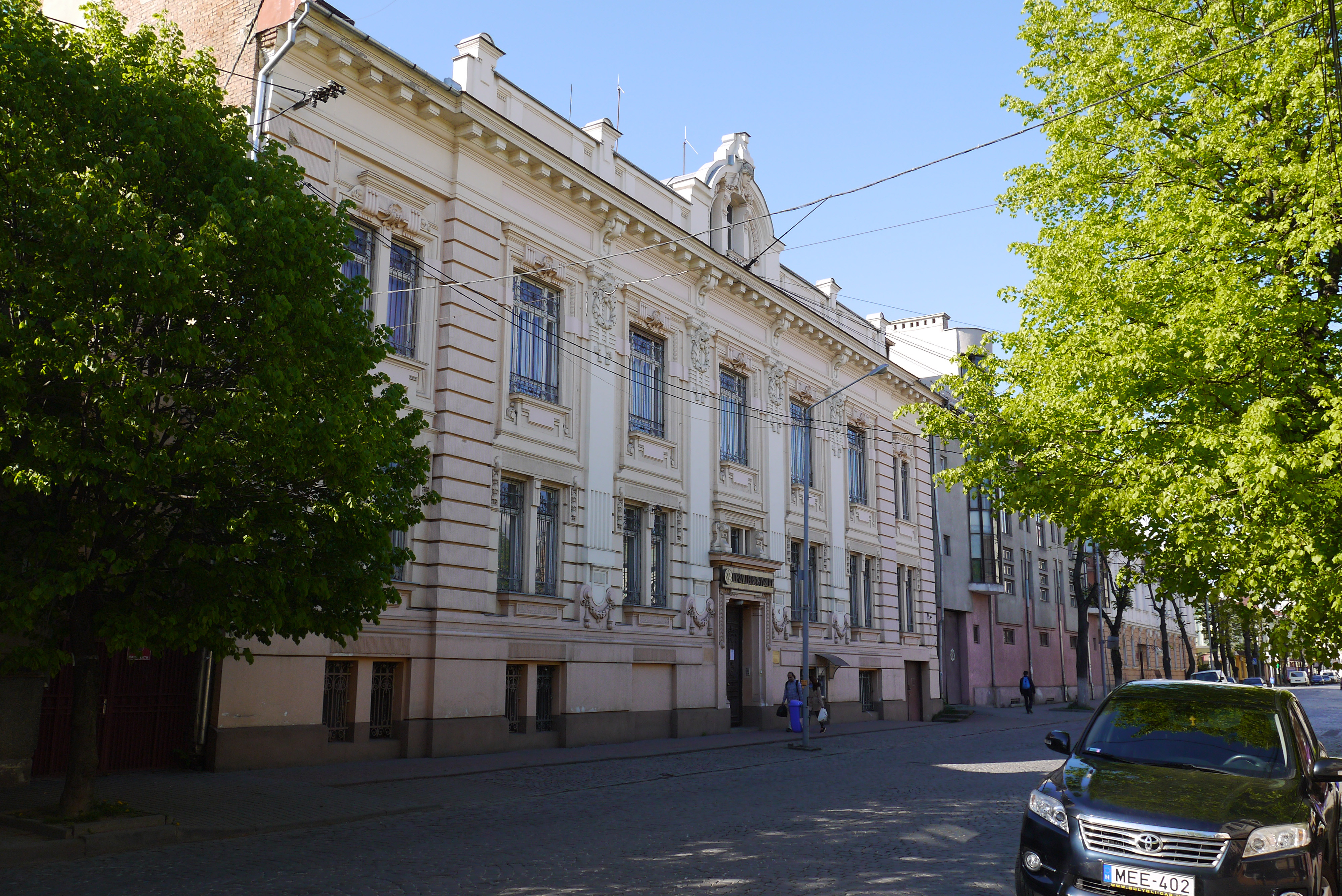
Un edificio storico in via Jaroslava Mudroho
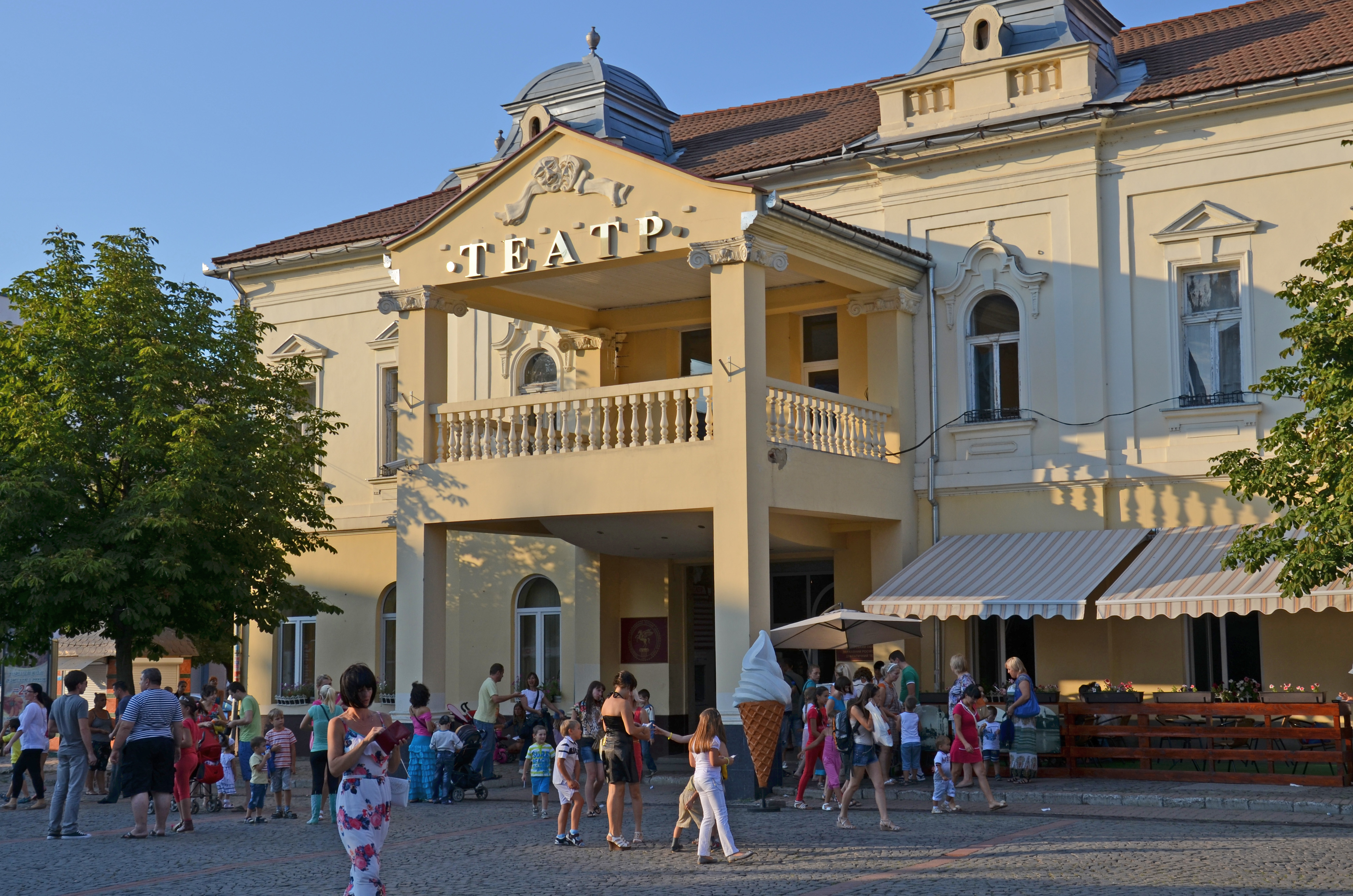
Teatro drammatico di Mukačevo
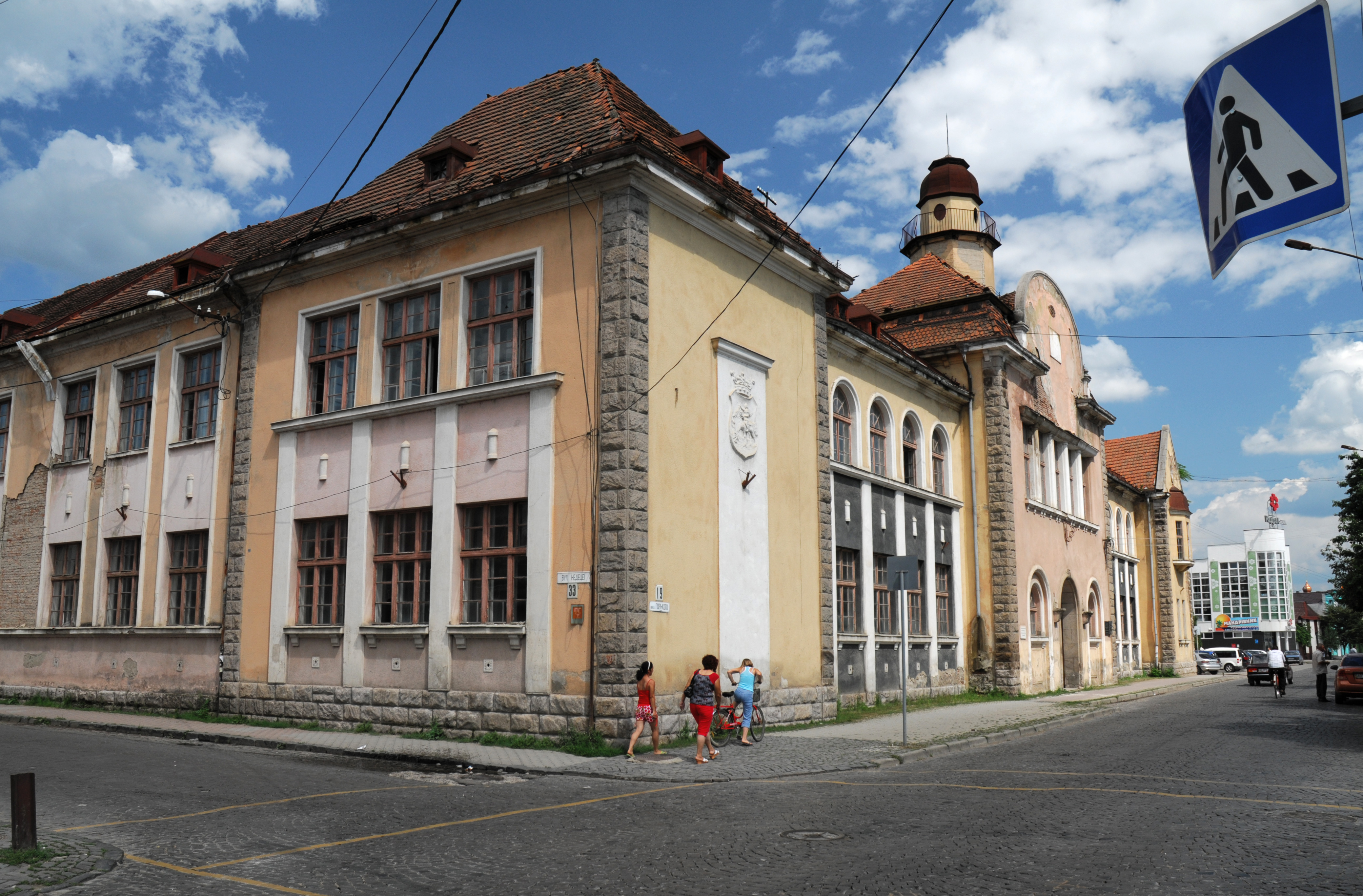
Ex Accademia di Munkács
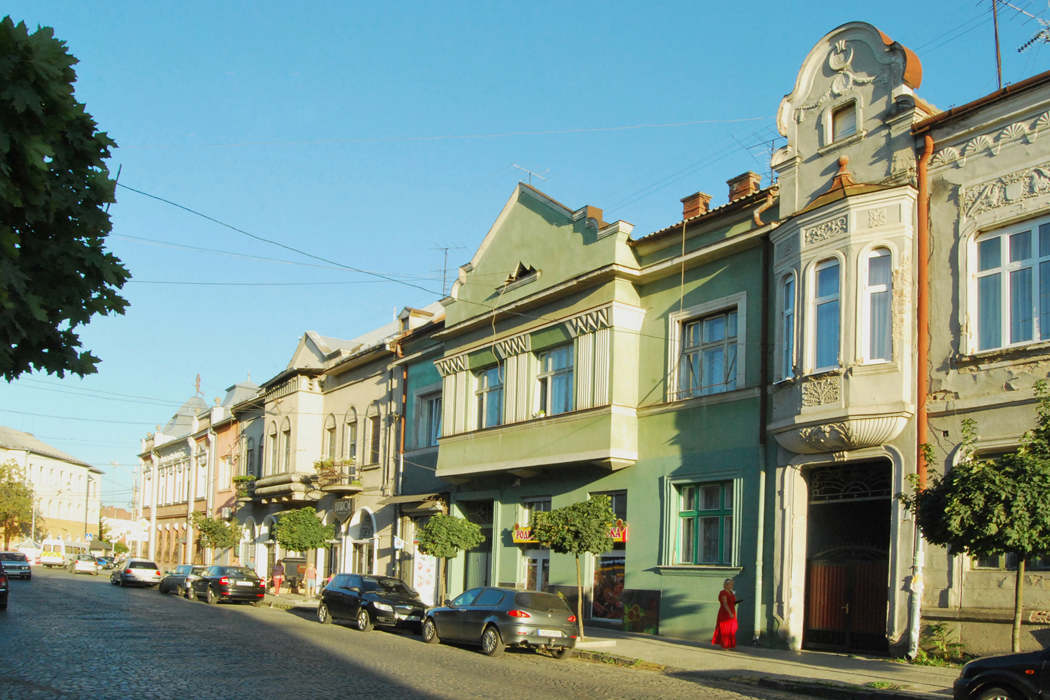
Una strada nel centro storico (via Ilony Zrini)
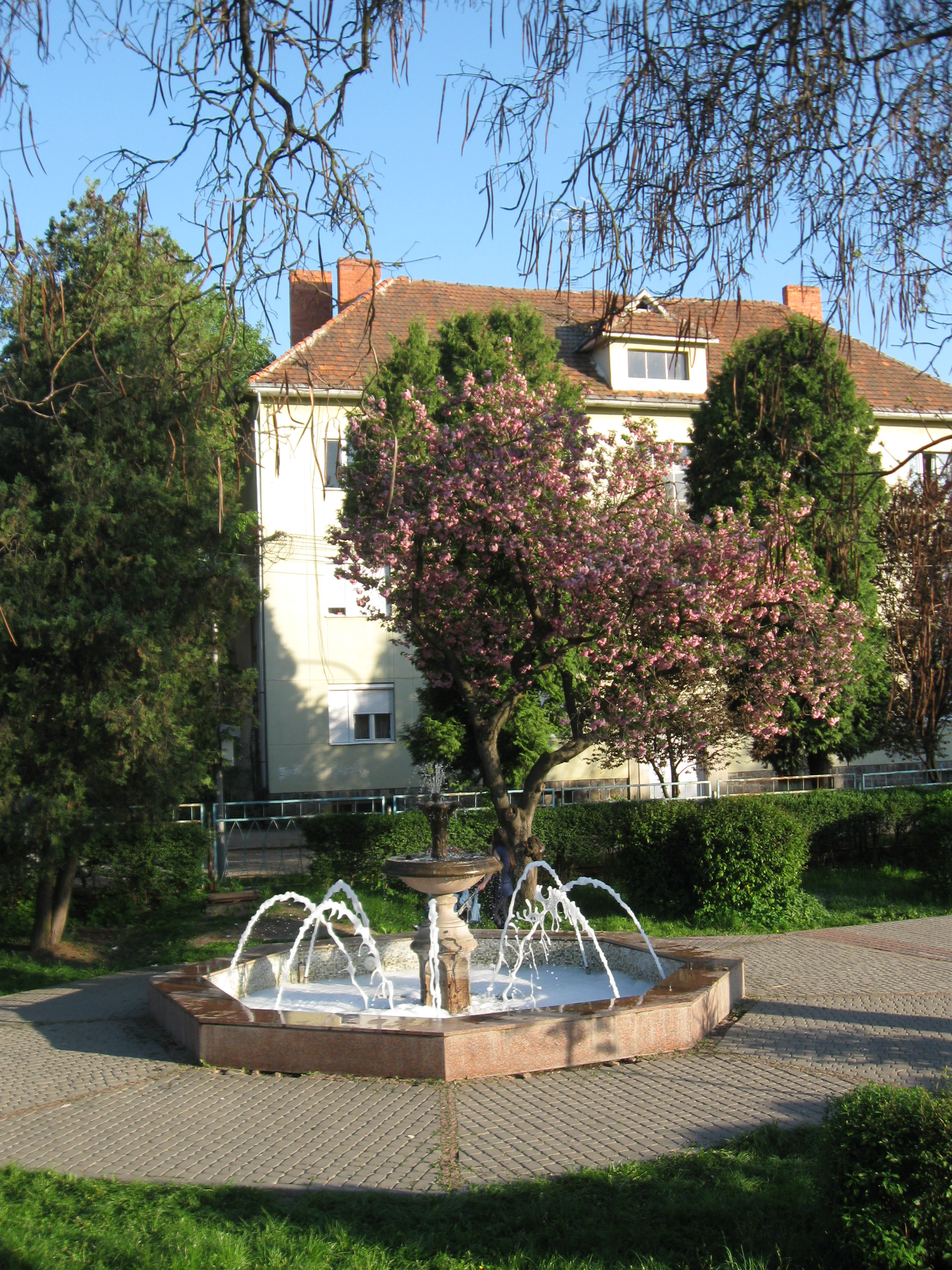
Parco Hor'kyj a Mukačevo
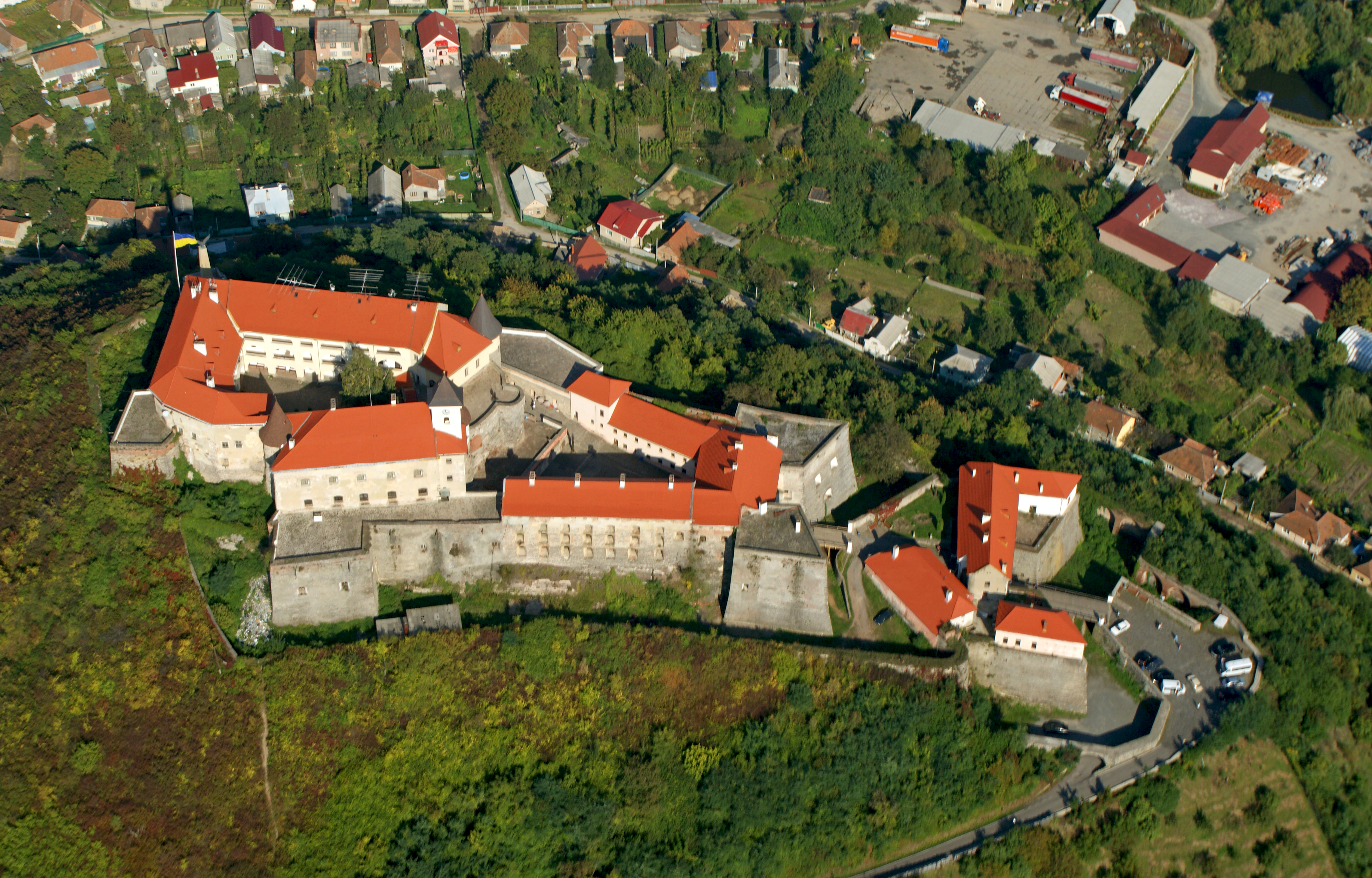
Vista aerea del castello di Palanok
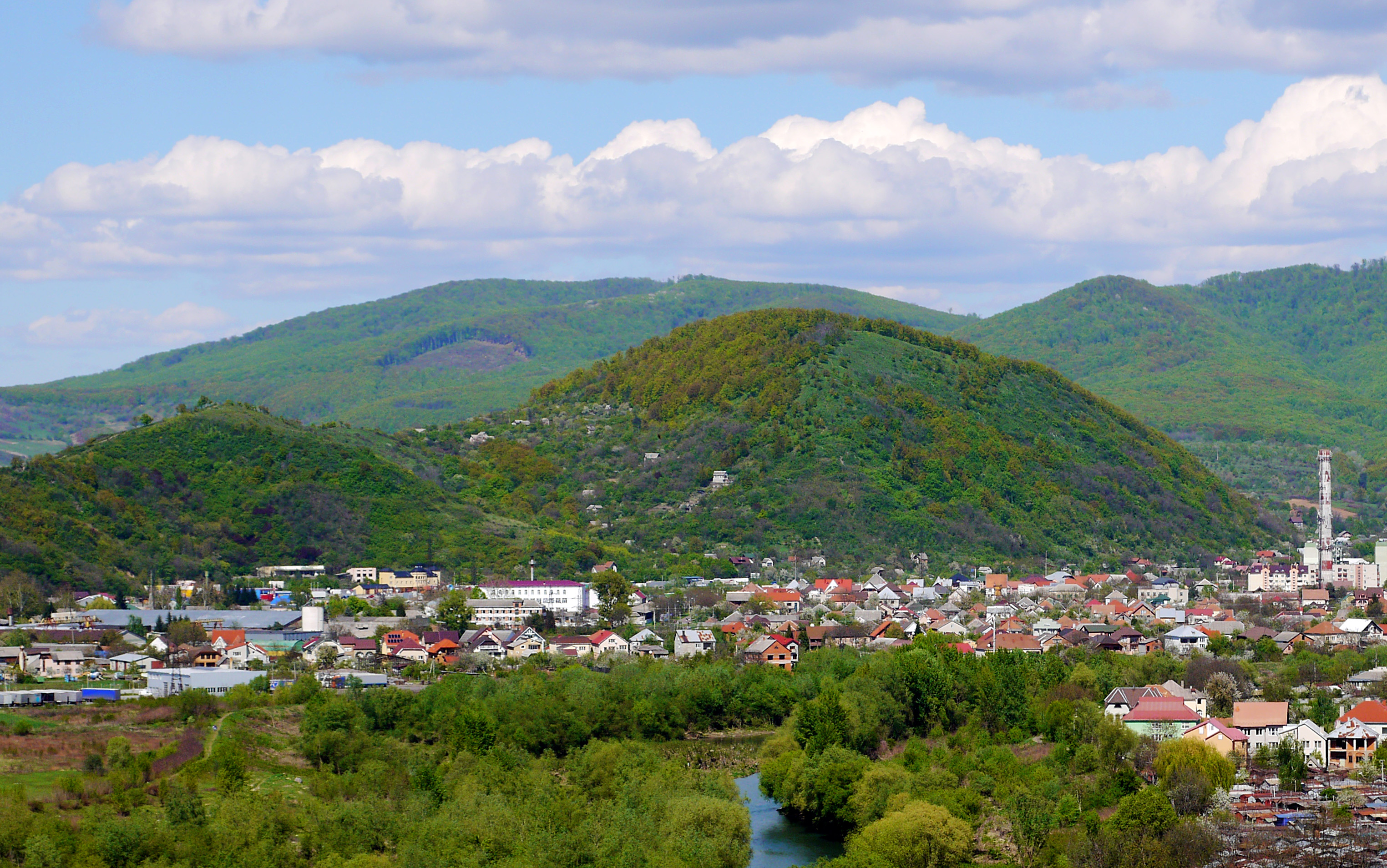
Periferia nord di Mukačevo
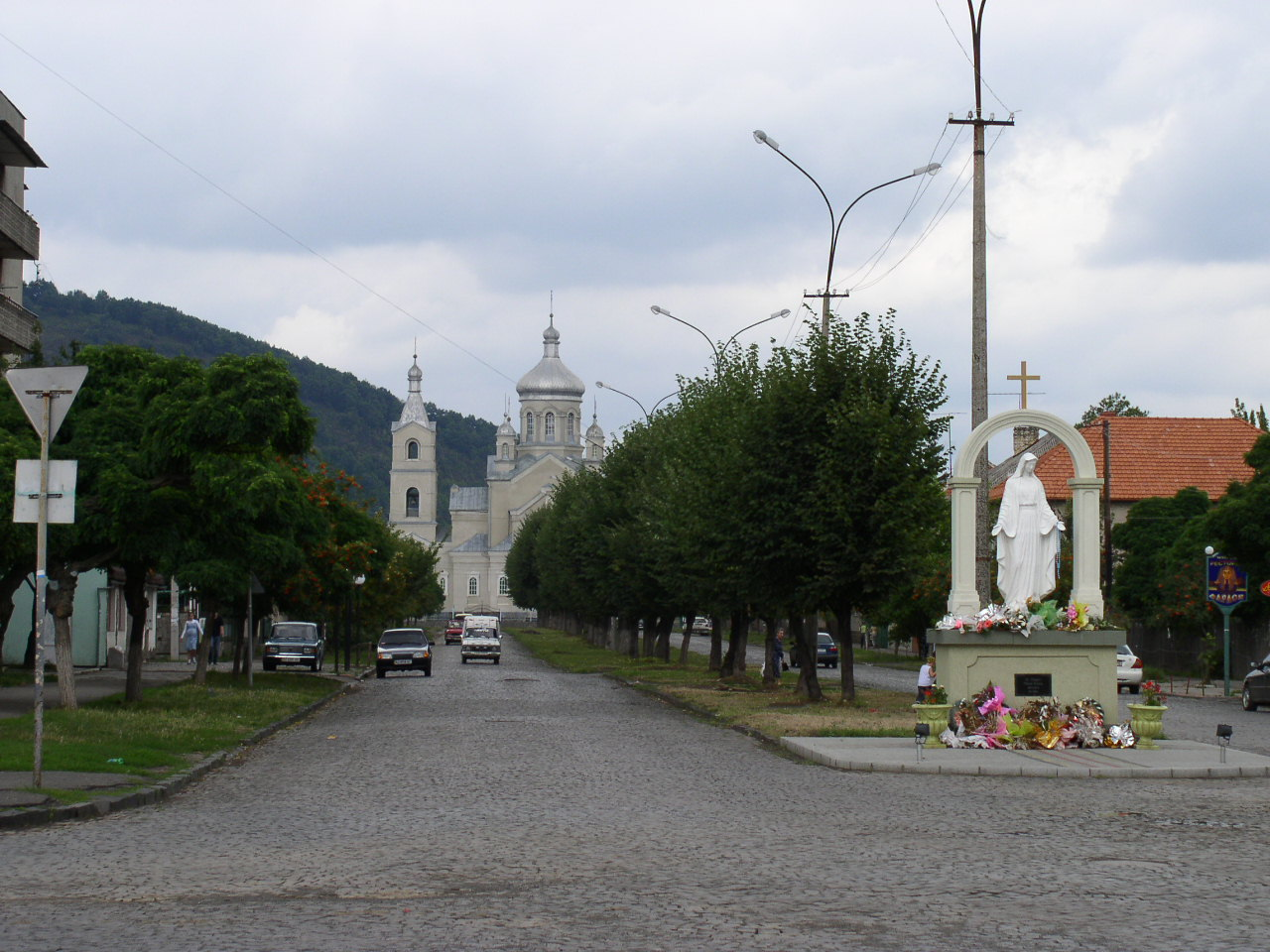
Una chiesa a Mukačevo
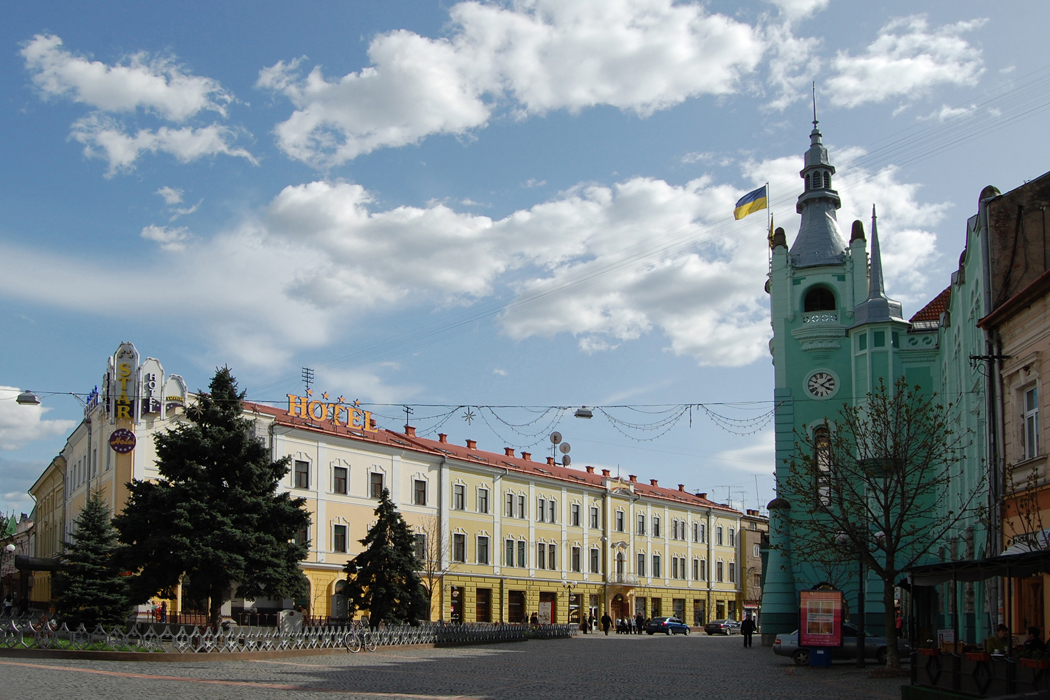
Piazza centrale di Mukačevo
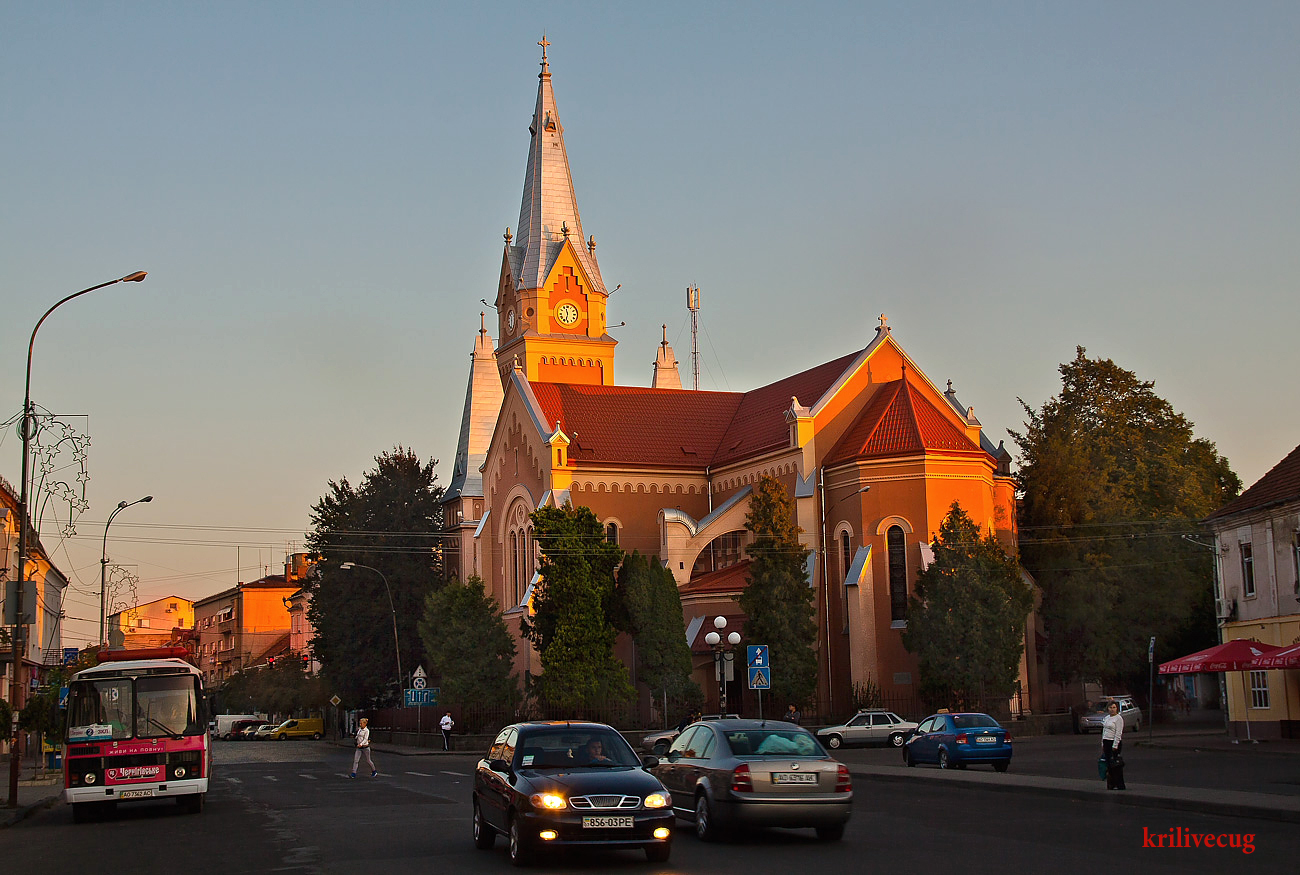
Cattedrale cattolica di San Martino di Tours
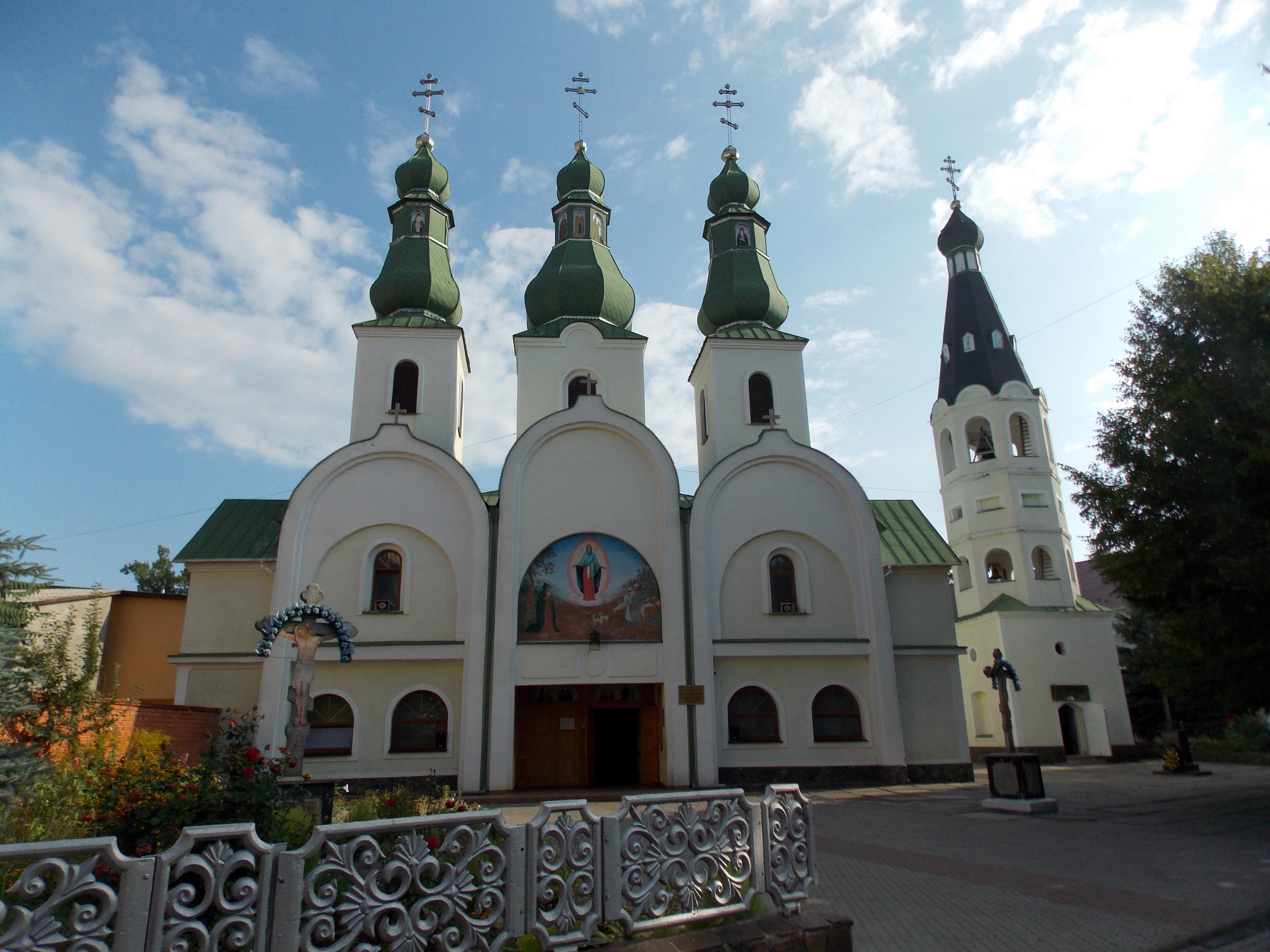
Chiesa ortodossa di Pochaiv: Icona della Vergine Maria

## Amministrazione

### Gemellaggi
Mukachevo è gemellato con:
- Mielec in Polonia[16]
- Mátészalka in Ungheria
- Naila in Germania
- Prešov in Slovacchia